# V425 Возничего
V425 Возничего (лат. V425 Aurigae), HD 35120 — тройная звезда в созвездии Возничего на расстоянии приблизительно 1994 световых лет (около 611 парсеков) от Солнца.
Пара первого и второго компонентов — двойная затменная переменная звезда типа Беты Лиры (EB). Видимая звёздная величина звезды — от +7,9m до +7,62m. Орбитальный период — около 1,5686 суток.

## Характеристики
Первый компонент — бело-голубая звезда спектрального класса B5 или B8. Масса — около 5,445 солнечных, радиус — около 5,151 солнечных, светимость — около 564,85 солнечных. Эффективная температура — около 10920 K.
Второй компонент — бело-голубая звезда спектрального класса B.
Третий компонент — красный карлик спектрального класса M. Масса — около 193,02 юпитерианских (0,1843 солнечной). Удалён на 2,631 а.е..